# Osbornellus respublicanus
Osbornellus respublicanus är en insektsart som beskrevs av Berg 1879. Osbornellus respublicanus ingår i släktet Osbornellus och familjen dvärgstritar. Inga underarter finns listade i Catalogue of Life.